# Disfòria de gènere
La disfòria de gènere és un sentiment ampli de disgust d'una persona amb les seves característiques físiques que es deriven del sexe del seu naixement. No totes les persones transgènere pateixen aquesta condició. Les causes en són desconegudes.
El 18 de juny de 2018, l'Organització Mundial de la Salut va treure aquest sentiment de la llista de malalties psiquiàtriques. Una part de la professió mèdica en el seu vessant psiquiàtric anava utilitzant el concepte general com a eina diagnòstica al voltant de la transsexualitat i els trastorns de la identitat sexual, paraigua on s'encabeixen els homes i dones transsexuals i les persones no binàries.
Tot i la seva classificació durant molts anys, una part important de professionals de la salut i també el mateix moviment transsexual era molt crític amb la consideració psiquiàtrica de la transsexualitat. Per exemple, una opinió en aquest sentit és que la transsexualitat reflecteix un conflicte social (al voltant de la moral i de la cultura sexual i de gènere de la societat) i no un trastorn mèdic.
Els criteris mèdics al voltant de la transsexualitat han evolucionat i les recomanacions de l'ICD-10 (Classificació Internacional de Malalties — OMS) o el DSM-IV (Manual de Diagnostic de l'Escola de Psiquiatria Americana, versió 4), consideren que semblen en l'actualitat totalment inapropiats i la seva profunda revisió ha portat l'OMS a aquest canvi.
Hi ha qui a partir de les demandes transsexuals més comunes d'atenció mèdica (hormones, cirurgies, ajut psicològic) associa la transsexualitat a una malaltia. En canvi, des del col·lectiu transsexual es pretén sempre distingir entre atenció mèdica (com en part, una revisió mèdica, o un servei mèdic qualsevol), en un context de forta discriminació social, i el tractament mèdic d'una malaltia o trastorn.